# Poqomam
El Poqomam és una llengua maia del grup quitxé, força relacionada amb el poqomchi'. És parlat pels poqomams a alguns departaments de Guatemala i potser ja està extingit al Salvador. A l'època prehispànica també es va parlar a Hondures.

## Distribució
El poqomam és parlat a les següents localitats dels departaments d'Escuintla, Jalapa, i Guatemala (Variación Dialectal en Poqom, 2000):
- Guatemala
  - Chinautla
  - Mixco
- Jalapa
  - San Luis Jilotepeque
  - San Pedro Pinula
  - San Carlos Alzatate
- departament d'Escuintla
  - Palín

Hi ha tres dialectes, el poqomam central parlat a Chinautla i al Salvador, poqomam oriental (San Luis Jilotepeque), i poqomam sud-oriental (Palín).